# Bé públic
Un bé públic és un bé econòmic que té les propietats de ser no rival i no excloent; és a dir, on la rivalitat en el consum és baixa i les possibilitats d'excloure dels beneficis a tercers (per mitjans físics o legals) és relativament difícil. La rivalitat implica que el consum per part d'un individu redueix la quantitat disponible pels altres; la no rivalitat en el consum d'un bé significa que la seva quantitat disponible per la resta de persones no es veu reduïda pel fet que un n'hagi consumit. D'altra banda, la baixa capacitat d'exclusió implica que és molt costós prohibir el consum d'un bé a altres individus. Per exemple, si un individu es menja un pastís, no en queda per cap altre, a més d'ésser ben senzill excloure a qualsevol individu del seu consum, mentre que si l'individu respira, no redueix significativament la quantitat d'aire disponible pels altres, així com tampoc es pot excloure efectivament ningú del consum d'aire.
Això són definicions molt teòriques: al món real pot no haver-hi cap bé que sigui estrictament no rival i no excloent. No obstant això, els economistes pensen que alguns béns del món real s'aproximen molt a aquestes definicions, prou perquè aquestes tinguin sentit.